# Sikyon (König)
Sikyon (altgriechisch Σικυών Sikyṓn), der Sohn des Marathon, war in der griechischen Mythologie der Bruder des Korinthos und König von Sikyon.
Zwei Überlieferungen berichten von der Thronbesteigung des Sikyon. Die erste besagt, dass nach dem Tode des Epopeus, des Vaters des Marathon, dieser das Reich auf seine beiden Söhne aufteilte, wobei Sikyon Aigialaia erhielt, das später nach ihm Sikyon genannt wurde.
Die zweite berichtet, dass es zum Krieg zwischen Lamedon, dem damaligen König von Sikyon, und den Söhnen des Achaios, Archandros und Architeles, kam. Sikyon unterstützte ihn und erhielt Zeuxippe, die Tochter des Lamedon, zur Frau. Mit ihr zeugte er eine Tochter Chthonophyle. Nach dem Tode des Lamedon trat er die Herrschaft über das Land an.
Eusebius von Caesarea schreibt Sikyon 45 Regierungsjahre zu.